# Олів'є Аертссен
Олів'є Аертссен (нід. Olivier Aertssen, нар. 7 серпня 2004, Велдговен, Нідерланди) — нідерландський футболіст, центральний захисник клубу «Зволле».

## Ігрова кар'єра

### Клубна
У 2018 році Олів'є Аертссен приєднався до молодіжної команди роттердамської «Спарти». Через рік він перейшов до столичного «Аякса».
Починаючи з сезону 2021/22 Аертссен грав за молодіжну команду «Аяксу» в Другому дивізіоні чемпіонату Нідерландів. Також захисник брав участь в Юнацькій лізі ЮЄФА. Дебютувавши у складі «Йонг Аякс» 10 січня 2022 року, Аертссен став четвертим наймолодшим професійним футболістом з нідерландської провінції Зеландія. У сезоні 2022/23 Аертссен був заявлений до першої команди «Аяксу». Але так і не зіграв в основі жодного матчу. 
Влітку 2024 року Аертссен перейшов до клубу Ередивізі «Зволле», з яким підписав контракт на три роки. 1 вересня 2024 року  у матчі проти «Гераклеса» захисник дебютував у вищому дивізіоні чемпіонату Нідерландів.

### Збірна
У 2022 році Олів'є Аертссен виступав у складі юнацьких збірних Нідерландів.